# La Gran Peña
La Gran Peña (denominada el Círculo de la Gran Peña) es un círculo social privado ubicado en el edificio de la calle Gran Vía (n.º 2) de Madrid. El edificio donde se aloja la sociedad fue diseñado por los arquitectos Eduardo Gambra Sanz y Antonio de Zumárraga y se proyectó en noviembre de 1914 justo cuando la Gran Vía se edificaba. La sociedad se creó en 1869 por militares españoles. Entre los presidentes de la institución suele elegirse militares de alto rango o miembros de la Grandeza de España. Entre los peñistas más ilustres se han encontrado los políticos como José Canalejas y José Calvo Sotelo, así como también miembros de la realeza como Alfonso XIII y, desde 1975, Juan Carlos I.

## Historia
El origen de la Real Gran Peña se establece en un conjunto de militares españoles procedentes del Estado Mayor y del Cuerpo de Ingenieros que hacían tertulia en el café Suizo madrileño (situado frente al café Fornos en la calle Alcalá). En el año 1914 durante la remodelación del primer tramo de la Gran Vía se acondiciona un edificio en el n.º 2 (n.º 25 de la Avenida del Conde Peñalver en la época) para la Peña, inaugurado el 25 de mayo de 1916 por los reyes de España (Alfonso XIII y Victoria Eugenia). La sede ocupa los primeros pisos del edificio. El resto se dedica a sede del Real Automóvil Club, del Instituto de Ingenieros Civiles y a viviendas privadas. 
En 1931 se producen revueltas y protestas obreras frente a su sede. La sede permanece cerrada durante los primeros años de la Segunda República. Ya en Guerra Civil durante la defensa de Madrid se incauta el edificio y se ocupa. En el año 2010 se establece un hotel en parte de sus dependencias.